# Matt Hamon
Matthew M. Hamon (ur. 3 września 1968 w San Francisco) – amerykański kolarz torowy i szosowy, brązowy medalista torowych mistrzostw świata.

## Kariera
Największym sukcesem w karierze Matta Hamona jest zdobycie wspólnie z Mariano Friedickiem, Dirkiem Copelandem i Zacharym Conradem brązowego medalu w drużynowym wyścigu na dochodzenie podczas mistrzostw świata w Bogocie w 1995 roku. W tym samym roku zdobył również mistrzostwo USA. Ponadto w 1992 roku zajął wraz z kolegami dziewiąte miejsce w tej konkurencji podczas igrzysk olimpijskich w Barcelonie oraz zwyciężył w klasyfikacji generalnej szosowego wyścigu Los Gatos.